# Tönisvorst
Tönisvorst est une ville allemande, située dans le land de Rhénanie-du-Nord-Westphalie et dans l'arrondissement de Viersen. Elle se trouve à cinq kilomètres à l'ouest de Krefeld.

## Historique
La 13e compagnie des Troupes de Transmissions (13 Cie T Tr) des forces armées belges, créée en 1961 et affecté au Northern Army Group était encaserné dans cette ville.

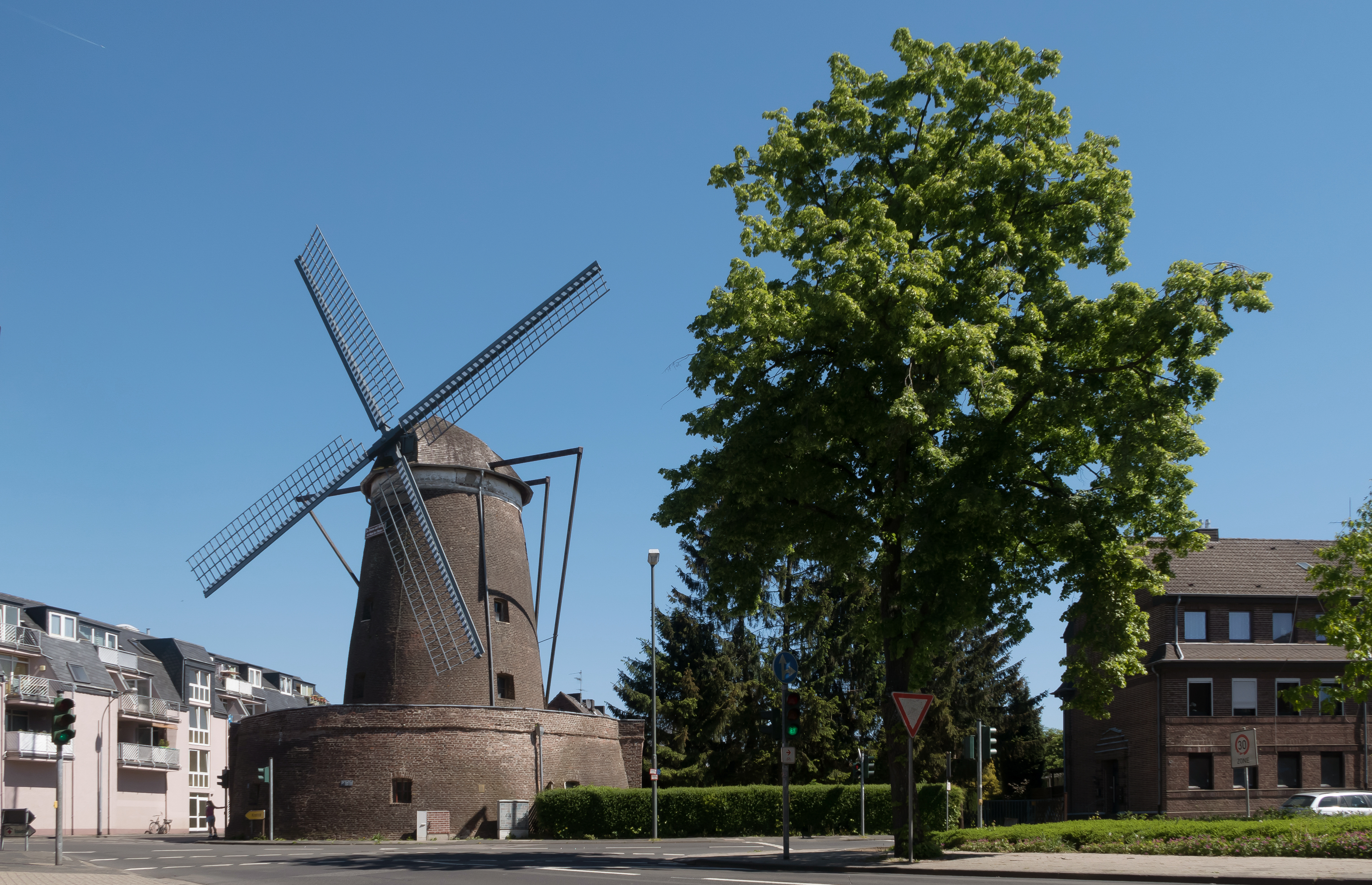
Sankt Tönis, le moulin (die Streufmühle) dans la rue
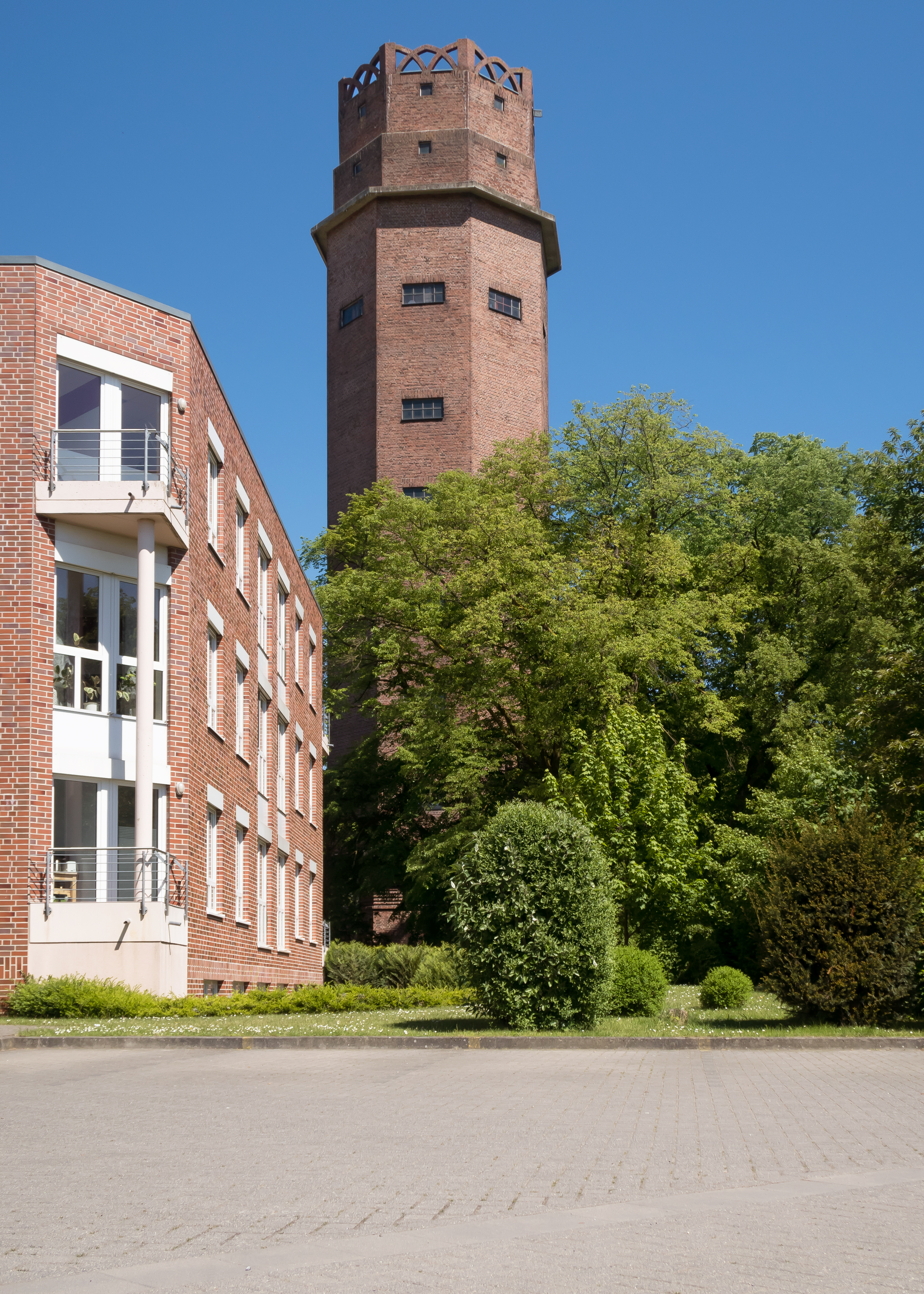
Sankt Tönis, le château d'eau
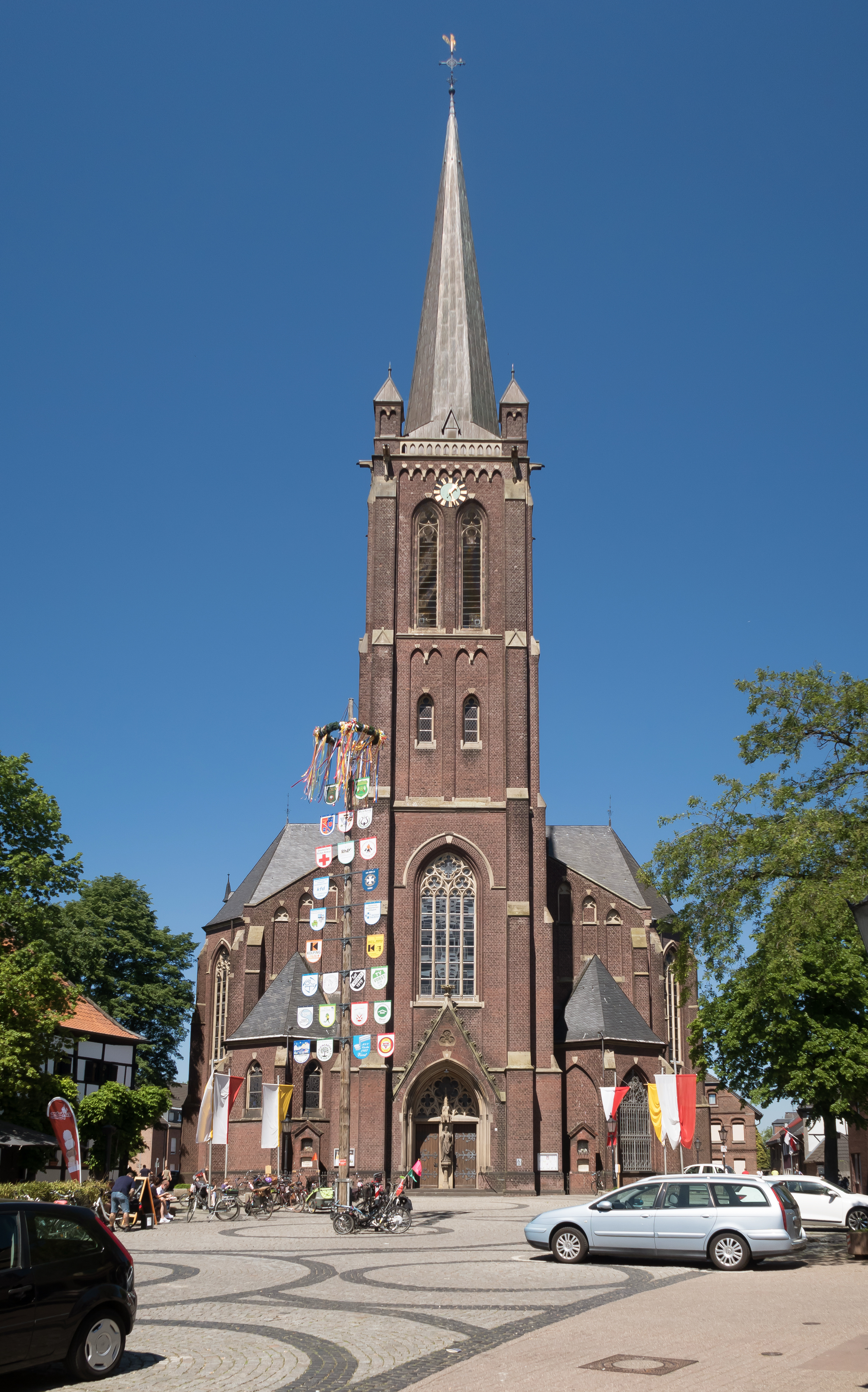
Vorst, l'église : die Pfarrkirche Sankt Godehard

## Personnalités liées à la commune
- Tobias Levels, né le 22 novembre 1986 à Tönisvorst, est un footballeur allemand.
- Hans Junkermann (1934-2022), coureur cycliste allemand.